# Pohádkový dědeček
Pohádkový dědeček je česká pohádková kniha pro děti a mládež. Autorem je Eduard Petiška, ilustrátorem známý český režisér a výtvarník animovaných filmů pro děti Zdeněk Miler. Kniha poprvé vyšla roku 1958 díky nakladatelství Státní nakladatelství dětské knihy. Kniha byla znovu vydána více než desetkrát, po roce 2000 knihu vydává Ottovo nakladatelství. Pro Petiškovu tvorbu je v této oblasti charakteristické zapojení pohádkových motivů a postupů, které se zcela přirozeně prolínají se zobrazením reálných dějů ze života dětí.

## Děj
Kniha obsahuje 20 krátkých příběhů a už podle názvu si lze odvodit, o čem každý z nich asi bude. Jsou to krátké příběhy vyprávěné dědečkem o tom, co lze při cestě vlakem vidět z okna. Spolu s dědečkem jede vnouček Martínek a cílem jejich cesty je Turnov, kde na ně bude čekat babička.
Kniha začíná úvodem na vlakovém nádraží, kde je okénko s pokladnou a dědeček kupuje jízdenku právě do Turnova. Jakmile se dědeček s Martínkem usadí ve vlaku, Martínek po dědečkovi chce, aby začal vyprávět. Tak začíná série příběhů o tom, co lze vidět z okna vlaku a o tom, co je dětem ve věku Martínka nejbližší. 
Příběhy jsou provázané, jeden navazuje na druhý. Všechny mají za cíl, aby cesta vlakem ubíhala rychleji, případně nějaká ponaučení. Martínek vždy zahlédne něco z okna vlaku a po dědečkovi hned chce, aby mu o tom vyprávěl.
V každém příběhu je zápletka děje, která může děti vést k tomu, aby se zamyslely, jak ji vyřešit. Na konci každého příběhu vše dobře dopadne. 

## Příběhy
- Jak se kluci neuměli spočítat
- O semaforu, který nechtěl cvičit
- O nenasytném vrabci
- Jak zvířátka na poli volila krále
- o ztracené hrušce
- Vláďův drak
- Jak se auto předhánělo s vlakem
- Cirkusové představení
- O popleteném pejskovi
- O pilném pejskovi
- Na co Toník zapomněl
- O panu Šnofousovi
- Matýsek a vlk
- O lišce
- O jiné lišce
- Jak stavěli v Kocourkově školu
- Nespokojená rybka
- Jak dělalo prasátko převozníka
- O nákladním vlaku
- O poslední vlaštovce

## Přijetí díla a interpretace
Podle Václava Stejskala, který se k dílu vyjádřil ve své knize Moderní česká literatura pro děti (1962), Eduard Petiška v tomto díle nalezl zplna vlastní hlas, začal opouštět princip vykonstruované pedagogické osnovy a zvolil postup opačný – realitu života obohacenou pohádkovými postupy. Kniha přináší spoustu drobných „pohádkových próziček“, které patří k nejlepšímu, co česká literatura 50. let dala v tomto žánru nejmenším dětem. Na postavičkách zvířátek i věcí se snaží dětem přiblížit některé základní morální principy – pilnost, střídmost, odpovědnost, poctivost apod. Přitom se však vyhýbá prvkům nadpřirozena. Celkově Václav Stejskal knihu hodnotí jako poctivou a kultivovanou práci, která v lecčem vychází vstříc mentalitě moderního dětství a zvídavosti.
Podle dobového článku „Pohádky pro dnešní děti“ z časopisu Tvorba není lehké psát „o dnešku“ právě pro ty nejmenší, ale přesto se to Petiškovi podařilo. Ocenění časopisu si autor zasloužil právě za přiblížení morálních principů těm nejmenším. Hodnocení knihy také zahrnovalo fakt, že příhody, které dědeček vypráví, nemají vždy zdařilou pointu, ale i přesto jsou živé, nápadité a milé, dětem blízké, hezky se poslouchají a jejich přímá řeč je přirozená. Kamenem úrazu je podle časopisu však spojovací text, kdy se spojovací pasáže stávají spíše retardující a doprovodnou záležitostí. Hodnocen byl nejen text, ale také ilustrace. Podle autora článku by charakter knížky vyžadoval celostránkové ilustrace.